# Mirësia dhe e vërteta
"Mirësia dhe e vërteta" är en låt på albanska, framförd av den kosovoalbanska sångerskan Albërie Hadërgjonaj. Med låten ställde Hadërgjonaj upp i Festivali i Këngës år 1998. Vid finalen i Pallati i Kongreseve i december vann Hadërgjonaj tävlingen och blev därmed första kosovoalban att vinna tävlingen. Låten komponerades av Luan Zhegu och texten skrevs av Arben Duka.